# Dezider Kardoš
Dezider Kardoš (født 23. december 1914 i Nadlice, død 18. marts 1991 i Bratislava, Slovakiet) var en slovakisk komponist, lærer og dirigent. 
Dezider Kardoš hører sammen med sin lærermester Alexander Moyzes til de vigtigste komponister fra Slovakiet. 
Han har skrevet syv symfonier, orkesterværker, kammermusik, korværker, solostykker for mange instrumenter etc. Han underviste som lærer i komposition på Musikkonservatoriet i Bratislava, og var dirigent for det Slovakiske Filharmoniske Orkester.  

## Udvalgte værker
- Symfoni nr. 1 (1942) - for orkester
- Symfoni nr. 2 "På den hjemmehørende slette" (1955) - for orkester
- Symfoni nr. 3 (1961) - for orkester
- Symfoni nr. 4 "Lille" (1962) - for orkester
- Symfoni nr. 5 (1964) - for orkester
- Symfoni nr. 6 (1974) - for orkester
- Symfoni nr. 7 (1984) - for sopran og orkester
- Sinfonietta (1987) - for strygeorkester
- Sinfonietta "Domestica" (1970) - for orkester
- "Slovakofonia" (1976) - for stort orkester